# القذافي الفاخري
الفنان التشكيلي القذافي الفاخري مواليد مدينة طرابلس 1963. أقام العديد من المعارض الشخصية والجماعية داخل ليبيا وخارجها، إيطاليا ـ تونس ـ الجزائر ـ مالطا ـ المغرب ، ودول أخرى تحصل على شهادات التقدير وميداليات المشاركة كما نال جائزة بينالي مالطا الذهبية .2003
كتب المسرح وتحصل على جائزة أفضل نص مسرحي عن مسرحية الوسواس بمهرجان اريتا
2005
كما أقام سنة 2007 معرضا بعنوان ( عتبات الجمر ) و كان العرض في دار الفنون بمدينة طرابلس تضمن المعرض 23 لوحة ذات طابع تجريدي 
كتب للصحف والمجلات المحلية عن خصوصية المشهد التشكيلي الليبي.

## وصلات خارجية
- القذافي الفاخري يقف على عتبات الجمر - ميدل ايست اونلاين
- مدونة فضاءات التشكيل والكتابة والركح - للفنان القذافي الفاخري